# Kabinett Faure I

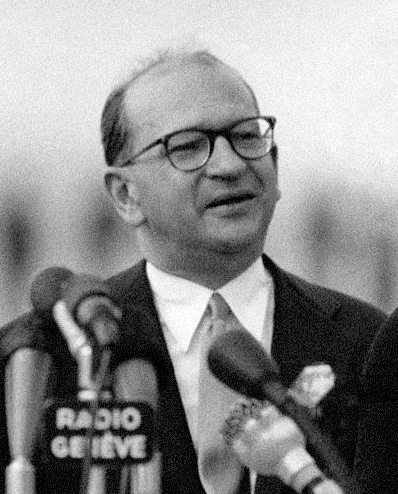
Edgar Faure war 1952 Premierminister

Das erste Kabinett Faure wurde in Frankreich am 20. Januar 1952 von Premierminister Edgar Faure während der Amtszeit von Staatspräsident Vincent Auriol gebildet und löste das Kabinett Pleven II ab. Am 8. März 1952 wurde das Kabinett vom Kabinett Pinay abgelöst. Dem Kabinett gehörten Vertreter von Parti républicain, radical et radical-socialiste (PRS), Mouvement républicain populaire (MRP), Union démocratique et socialiste de la Résistance (UDSR) und Centre national des indépendants et paysans (CNIP)  an.

## Minister
Dem Kabinett gehörten folgende Minister an:
| Amt                                                              | Name                     | Beginn der Amtszeit | Ende der Amtszeit |
| ---------------------------------------------------------------- | ------------------------ | ------------------- | ----------------- |
| Premierminister                                                  | Edgar Faure              | 20. Januar 1952     | 8. März 1952      |
| Vize-Premierminister                                             | Henri Queuille           | 20. Januar 1952     | 8. März 1952      |
| Vize-Premierminister                                             | Georges Bidault          | 20. Januar 1952     | 8. März 1952      |
| Staatsminister                                                   | Henri Queuille           | 20. Januar 1952     | 8. März 1952      |
| Staatsminister                                                   | François Mitterrand      | 20. Januar 1952     | 8. März 1952      |
| Staatsminister                                                   | Joseph Laniel            | 20. Januar 1952     | 8. März 1952      |
| Staatsminister, Minister für Beziehungen zu assoziierten Staaten | Jean Letourneau          | 20. Januar 1952     | 8. März 1952      |
| Vize-Premierminister, Minister für den Europarat                 | Pierre Pflimlin          | 20. Januar 1952     | 8. März 1952      |
| Siegelbewahrer, Justizminister                                   | Léon Martinaud-Déplat    | 20. Januar 1952     | 8. März 1952      |
| Außenminister                                                    | Robert Schuman           | 20. Januar 1952     | 8. März 1952      |
| Innenminister                                                    | Charles Brune            | 20. Januar 1952     | 8. März 1952      |
| Minister für nationale Verteidigung                              | Georges Bidault          | 20. Januar 1952     | 8. März 1952      |
| Finanzminister                                                   | Edgar Faure              | 20. Januar 1952     | 8. März 1952      |
| Wirtschaftsminister                                              | Robert Buron             | 20. Januar 1952     | 8. März 1952      |
| Haushaltsminister                                                | Pierre Courant           | 20. Januar 1952     | 8. März 1952      |
| Minister für nationale Bildung                                   | André Marie              | 20. Januar 1952     | 8. März 1952      |
| Minister für öffentliche Arbeiten, Verkehr und Tourismus         | Antoine Pinay            | 20. Januar 1952     | 8. März 1952      |
| Minister für Industrie und Energie                               | Jean-Marie Louvel        | 20. Januar 1952     | 8. März 1952      |
| Handelsminister                                                  | Édouard Bonnefous        | 20. Januar 1952     | 8. März 1952      |
| Landwirtschaftsminister                                          | Camille Laurens          | 20. Januar 1952     | 8. März 1952      |
| Minister für die Überseegebiete                                  | Louis Jacquinot          | 20. Januar 1952     | 8. März 1952      |
| Minister für Arbeit und soziale Sicherheit                       | Paul Bacon               | 20. Januar 1952     | 8. März 1952      |
| Minister für Wiederaufbau und Stadtplanung                       | Eugène Claudius-Petit    | 20. Januar 1952     | 8. März 1952      |
| Minister für Veteranen und Kriegsopfer                           | Emmanuel Temple          | 20. Januar 1952     | 8. März 1952      |
| Minister für öffentliche Gesundheit und Bevölkerung              | Paul Ribeyre             | 20. Januar 1952     | 8. März 1952      |
| Minister für Post, Telefonie und Telegrafie                      | Roger Duchet             | 20. Januar 1952     | 8. März 1952      |
| Minister für die Handelsmarine                                   | André Morice             | 20. Januar 1952     | 8. März 1952      |
| Informationsminister                                             | Paul Coste-Floret        | 20. Januar 1952     | 8. März 1952      |
| Minister für Rüstungskoordination                                | Maurice Bourgès-Maunoury | 20. Januar 1952     | 8. März 1952      |